# Главы Симферополя
Здесь представлен список руководителей исполнительной власти административно-территориальных образований, которые находились в городе Симферополь расположенном на территории СССР, Россия/Украина с 1919 года и по настоящее время.

## СССР
| Имя                                                       | Портрет          | Начало полномочий | Окончание полномочий |
| Председатели исполкома Симферопольского городского совета |                  |                   |                      |
| Чистяков Н. Н.                                            |                  | 15 мая 1919       | июнь 1919            |
| Паперный, Лев Лазарович                                   | (1996—1938)      | 6 июля 1921       | 10 июля 1922         |
| Буянов                                                    |                  | 6 июля 1922       | 9 декабря 1923       |
| Гончаров, Иван Васильевич                                 |                  | декабрь 1923      | 15 марта 1924        |
| Лбов                                                      |                  | ноябрь 1924       | 1925                 |
| Дагаев, Михаил Петрович                                   |                  | 4 июля 1926       | 1927                 |
| Голодович, Казимир Янович                                 |                  | январь 1928       | 15 июня 1928         |
| Стебаков, Иван Иванович                                   |                  | 5 октября 1928    | январь 1930          |
| Иванов, Пётр Трофимович                                   |                  | 7 января 1930     | 21 сентября 1930     |
| Каменев, Михаил Васильевич                                |                  | 22 сентября 1930  | 1932                 |
| Бендерский, Яков Шулимович                                |                  | 4 января 1933     | 12 августа 1934      |
| Чалый                                                     |                  | 1 февраля 1935    | май 1935             |
| Сорокин, Павел Дмитриевич                                 |                  | 1 июня 1935       | 26 марта 1937        |
| Баранов, Михаил Сергеевич                                 |                  | 27 марта 1937     | 20 ноября 1937       |
| Швецов А.                                                 |                  | 20 ноября 1937    | 1938                 |
| Тихомиров, Иван Константинович                            |                  | 1938              | 17 декабря 1938      |
| Корнер, Михаил Николаевич                                 |                  | 17 декабря 1938   | 30 декабря 1939      |
| Филиппов, Василий Иванович                                |                  | 31 декабря 1939   | ноябрь 1941          |
| Филиппов, Василий Иванович                                |                  | 20 декабря 1943   | 29 декабря 1944      |
| Петряков, Никита Михайлович                               |                  | 29 декабря 1944   | 2 июля 1946          |
| Горбунов, Николай Михайлович                              |                  | 27 сентября 1946  | 11 марта 1948        |
| Грачёв, Сергей Николаевич                                 | (род. 1898—1956) | 11 марта 1948     | 25 августа 1949      |
| Шаповалов, Николай Михайлович                             | (1908—1958)      | 29 ноября 1949    | 15 февраля 1952      |
| Овдиенко, Николай Андреевич                               | (1915—1969)      | 15 февраля 1952   | 16 ноября 1953       |
| Катков, Николай Никитович                                 | (1907—1989)      | 16 ноября 1953    | 7 марта 1957         |
| Мазурец, Фёдор Владимирович                               | (1920—1980)      | 7 марта 1957      | 31 июля 1962         |
| Хоменко, Иван Андреевич                                   |                  | 31 июля 1962      | 12 марта 1963        |
| Лозовой, Михаил Афанасьевич                               | (1925—1985)      | 12 марта 1963     | 26 июня 1973         |
| Мысов, Леонид Дмитриевич                                  | (1923—1981)      | 26 июня 1973      | 12 февраля 1974      |
| Максимов, Владимир Михайлович                             | (род. 1936)      | 12 февраля 1974   | 2 июля 1982          |
| Лавриненко, Владимир Федорович                            | (род. 1937)      | 2 июля 1982       | 31 марта 1989        |
| Юров, Вячеслав Лукич                                      | (1938—2022)      | 4 апреля 1989     | 25 апреля 1990       |
| Ермак, Валерий Фёдорович                                  | (1942—2013)      | 3 мая 1990        | 5 февраля 1991       |

## Украина
| Имя                                                                                   | Портрет     | Начало полномочий | Конец полномочий | Биографическая справка | Занятие должности |
| Председатели Симферопольского городского исполнительного комитета                     |             |                   |                  | |                   |
| Валерий Фёдорович Ермак                                                               | (1942—2013) | 1990              | 1991             | Родился в селе Багаевка Саратовской области, окончил Севастопольский приборостроительный институт. Скончался в декабре 2013 года. | Избран.           |
| Председатели Симферопольского городского совета и городского исполнительного комитета |             |                   |                  | |                   |
| Вячеслав Лукич Юров                                                                   | (1938-2022) | 5 февраля 1991    | 7 июля 1993      | Родился в Балте. Окончил Криворожский горнорудный институт, инженер-строитель. | Избран            |
| Валерий Фёдорович Ермак                                                               | (1942—2013) | 1993              | 1998             | Родился в селе Багаевка Саратовской области, окончил Севастопольский приборостроительный институт. Скончался в декабре 2013 года. | Избран.           |
| Городские головы Симферополя                                                          |             |                   |                  | |                   |
| Валерий Фёдорович Ермак (два срока подряд)                                            | (1942—2013) | 1998              | 2006             | Родился в селе Багаевка Саратовской области, окончил Севастопольский приборостроительный институт. Скончался в декабре 2013 года. | Избран.           |
| Геннадий Александрович Бабенко                                                        | (род. 1950) | 2006              | 2010             | Родился в пгт Марьяновка Омской области, окончил Севастопольский государственный университет, Высшую партийную школу при ЦК КПУ, Национальный университет «Одесская юридическая академия». | Избран.           |
| Виктор Николаевич Агеев                                                               | (род. 1959) | 2010              | 2014             | Родился в село Литиж Брянской области. В 1981 году окончил Харьковский институт механизации и электрификации сельского хозяйства, в 2005 году окончил Харьковский региональный институт государственного управления Национальной академии государственного управления при Президенте Украины по специальности «государственное управление». | Избран.           |

## Российская Федерация
Правовые основы деятельности главы администрации города Симферополь определены Уставом муниципального образования городской округ Симферополь Республики Крым. Его права и обязанности описаны в пятой главе Устава города. В частности, Администрация города подотчетна и подконтрольна Симферопольскому городскому совету, администрацией города руководит глава администрации города Симферополя на принципах единоначалия.
Глава администрации города Симферополя назначается на должность по контракту, заключаемому в соответствии с нормами Федерального закона от 06.10.2003 № 131-ФЗ «Об общих принципах организации местного самоуправления в Российской Федерации» и Закона Республики Крым от 17.09.2014 № 79-ЗРК «О типовой форме контракта с лицом, назначенным на должность главы местной администрации по контракту, и об условиях контракта для главы местной администрации муниципального района (городского округа) в части, касающейся осуществления отдельных государственных полномочий, переданных органам местного самоуправления муниципального района (городского округа) федеральными законами и законами Республики Крым» по результатам конкурса на замещение должности главы администрации города.
Сроки его полномочий соответствуют полномочиям представительного органа городского округа, принявшего решение о назначении его на должность главы администрации, но не менее чем на два года.
Таким образом, по правовому статусу и кругу полномочий глава администрации города Симферополь является наёмным сити-менеджером.
| Имя                                | Портрет     | Начало полномочий | Конец полномочий | Биографическая справка | Занятие должности |
| Главы администрации Симферополя    |             |                   |                  | |                   |
| Геннадий Сергеевич Бахарев         | (род. 1963) | 2014              | 2017             | Родился в Симферополе, окончил Таврический национальный университет им. В. И. Вернадского. | Избран.           |
| Игорь Михайлович Лукашёв           | (род. 1962) | 2017              | 2018             | Родился в Симферополе, окончил ДИСИ. | Избран.           |
| Наталья Фёдоровна Маленко          | (род. 1959) | 2018              | 2019             | Родилась в Мичуринске Тамбовской области, окончила Симферопольский государственный университет им. М. В. Фрунзе и Межрегиональную финансово-юридическую академию                                                 | Избрана.          |
| Елена Степановна Проценко          | (род. 1968) | 2019              | 2021             | Родилась в Шепетовке Хмельницкой области, окончила Таврический национальный университет им. В. И. Вернадского.                                                                                                   | Избрана.          |
| Валентин Валентинович Демидов      | (род. 1976) | 2021              | 2021             | Родился в Липецкой области, окончил Таврический национальный университет имени В. И. Вернадского и Одесский национальный институт государственного управления Национальной академии государственного управления. | Избран.           |
| Максим Борисович Балахонов (и. о.) | (род. 1977) | 2022              | 2022             | Родился в Армянске, окончил Таврический институт предпринимательства и права, Национальный университет внутренних дел и Национальную академию прокуратуры Украины.                                               | —                 |
| Михаил Сергеевич Афанасьев         | (род. 1982) | 2022              | н. в.            | Родился в Севастополе, окончил Таврический национальный университет имени В. И. Вернадского | Избран.           |